# سادا تیوب
سادا تیوب (انگلیسی: Sada Thioub؛ زادهٔ ۱ ژوئن ۱۹۹۵) بازیکن فوتبال اهل فرانسه است. او در پست هافبک بازی می‌کند.
از باشگاه‌هایی که در آن بازی کرده‌است می‌توان به باشگاه فوتبال نیس، باشگاه فوتبال نیم المپیک و باشگاه فوتبال آنژه اشاره کرد.
وی همچنین در تیم ملی فوتبال سنگال بازی کرده‌است.